# Lesnoje (Kaliningrad, Neman)
Lesnoje (russisch Лесное, deutsch Groß Lenkeningken, 1938 bis 1945 Großlenkenau, litauisch Didieji Lankininkai) ist ein Ort in der russischen Oblast Kaliningrad. Er gehört zur kommunalen Selbstverwaltungseinheit Stadtkreis Neman im Rajon Neman.

## Geographische Lage
Lesnoje liegt ganz im Osten der Stadtgemeinde Neman am linken Ufer der Szeszuppe (Scheschuppe/Ostfluss). Zu erreichen ist das Dorf über die Kommunalstraße 27K-111, die von der Regionalstraße 27A-025 (ex R508) in nordöstlicher Richtung abzweigt und nach Lagernoje (Lenken) – bereits im Rajon Krasnosnamensk gelegen – und weiter bis nach Nemanskoje (Trappönen/Trappen) am Ufer der Memel (russisch: Neman) führt. Eine Bahnanbindung besteht nicht.

## Geschichte
Die Entstehung des einst Groß Lenkeningken genannten Dorfes ist nicht genau überliefert. Aufgrund der vor 1945 noch erhaltenen ältesten Häuser dürfte seine Gründung ins 16. bzw. 17. Jahrhundert fallen. Bis zum 19. Jahrhundert hat sich der Ort nur sehr langsam entwickelt. Erst der Bau fester Straßen nach Lenken (heute russisch: Lagernoje), nach Ober Eißeln (1938 bis 1946 Obereißeln, russisch: Garino, jetzt: Gorino) und Ragnit (Neman) bzw. Juckstein (Kraineje) und Krasnosnamensk (Lasdehnen, 1938 bis 1946 Haselberg) sorgte für einen raschen Aufstieg. Eine feste Straßenbrücke über die Szeszuppe (Scheschuppe, 1938 bis 1946 Ostfluss) machte den Transport von Holz aus den weitflächigen Wäldern des Forstes Trappönen über Groß Lenkeningken möglich. Größte Arbeitgeber im gewerblichen Bereich des Dorfes waren ein Sägewerk sowie ein Kalksandsteinwerk. Aufgrund seiner zentralen Lage wurde der Ort 1897 Pfarrort und bekam 1904 eine eigene Kirche.
Zwischen 1874 und 1945 war Groß Lenkeningken in den Amtsbezirk Raudszen (ab 1936: „Amtsbezirk Raudschen“, ab 1939: „Amtsbezirk Rautengrund“) eingegliedert. Er gehörte bis 1922 zum Kreis Ragnit, danach zum Landkreis Tilsit-Ragnit im Regierungsbezirk Gumbinnen der preußischen Provinz Ostpreußen. Das Dorf hieß seit dem 3. Juni 1938 offiziell „Großlenkenau“.
Mitten in die zügige Aufwärtsentwicklung des Dorfes kam der Zweite Weltkrieg mit seinen verheerenden Folgen. Der Ort musste am 15. Oktober 1944 von den Bewohnern geräumt werden, die sich zum Aufnahmekreis Braunsberg (der Ort heißt heute polnisch: Braniewo) zu begeben hatten. Am 19./20. Januar 1945 fiel Großlenkenau in die Hände der Roten Armee. 
In Kriegsfolge kam das Dorf 1945 mit dem nördlichen Ostpreußen zur Sowjetunion. Es erhielt 1947 die russische Bezeichnung „Lesnoje“ und wurde gleichzeitig in den  Dorfsowjet Bolschesselski selski Sowet im Rajon Sowetsk eingeordnet. Von 2008 bis 2016 gehörte Lesnoje zur städtischen Gemeinde Nemanskoje gorodskoje posselenije und seither zum Stadtkreis Neman.

### Einwohnerentwicklung
| Jahr | Einwohner |
| ---- | --------- |
| 1910 | 546       |
| 1933 | 661       |
| 1939 | 659       |
| 2002 | 390       |
| 2010 | 289       |

## Kirche
Siehe den Hauptartikel → Kirche Groß Lenkeningken

### Kirchengebäude
Eine Kirche wurde in Groß Lenkeningken erst 1903/1904 gebaut. Am 23. Oktober 1904 wurde der unverputzte Ziegelbau, im Stil der Ordensgotik errichtet, eingeweiht. Die Ausmalung des stattlichen Gebäudes erfolgte durch Max Seliger aus Berlin. Die Orgel fertigte die Werkstatt von Bruno Goebel aus Königsberg (Preußen) an.
Die Kirche Groß Lenkeningken gehörte zu den 14 ostpreußischen Jubiläumskirchen. Ihr Dach wurde im Kriege stark beschädigt, danach verfiel das Gebäude. Im Jahre 1960 wurden seine Mauern gesprengt und die Steine von den Einwohnern als Baumaterial verwendet. Lediglich der Taufstein – 1993 unter dem Schutthügel der Kirche wiederaufgefunden – konnte restauriert und auf dem Platz der Kirche aufgestellt werden.

### Kirchengemeinde
Eine selbständige Kirchengemeinde mit einem Kirchspiel von mehr als 20 Orten wurde in Groß Lenkeningken am 1. Oktober 1897 errichtet und gleichzeitig ein eigener Geistlicher eingesetzt. Vorher gehörte das Dorf zur Kirche Ragnit, während die Kirchspielorte auf mehr als vier Pfarreien verteilt waren. Im Jahre 1925 zählte das Kirchspiel Groß Lenkeningken 3.840 Gemeindeglieder. Es gehörte bis 1945 zur Diözese Ragnit im Kirchenkreis Tilsit-Ragnit innerhalb der Kirchenprovinz Ostpreußen der Kirche der Altpreußischen Union.
Flucht und Vertreibung der einheimischen Bevölkerung in Kriegsfolge sowie die restriktive Religionspolitik der Sowjetunion brachten das kirchliche Leben in Großlenkenau resp. Lesnoje zum Erliegen. Heute liegt der Ort im weitflächigen Einzugsbereich der in den 1990er Jahren neu entstandenen evangelisch-lutherischen Gemeinde in Sabrodino (Lesgewangminnen, 1938 bis 1946 Lesgewangen). Sie gehört zur Propstei Kaliningrad (Königsberg) der Evangelisch-lutherischen Kirche Europäisches Russland.